# Henrik Goldschmidt
Henrik Chaim Goldschmidt (født 29. juni 1959) er solo-oboist i Det Kongelige Kapel og initiativtager til og leder af The Middle East Peace Orchestra.
Goldschmidt startede som 19-årig sin karriere i Odense Symfoniorkester. Han er uddannet på Det Fynske Musikkonservatorium hos professor Jørgen Hammergård 1976-1979 og på Karajan Akademiet i Vestberlin hos professor Lothar Koch. Han spillede i perioden 1981-1983 med Berliner Philharmonikerne og i perioden 1991-1993 i Det Philharmoniske Statsorkester Hamburg. Han har desuden repræsenteret Danmark i The World Symphony Orchestra. Siden 1986 er han ansat i Det kongelige Kapel som solooboist.
I 1987 var han med til at stifte Den danske Blæseroktet, med hvem han har vundet førsteprisen i DRs kammermusikkonkurrence i 1991 og modtaget en "Grammy" for "Årets klassiske udgivelse" i 1993.
Goldschmidts album "Phantasy - Music for Oboe", udgivet 1996 på pladeselskabet EMI, lå nummer et på den klassiske hitliste i seks uger.
I 2003 stiftede Henrik Goldschmidt The Middle East Peace Orchestra, som er et musikalsk samarbejdsprojekt mellem potentielle dødsfjender. Orkestret spiller traditionel jødisk, arabisk og kristen musik og turnerer over hele verden. Orkestret har spillet i København, Stockholm, Bodø, Paris, New York, Jerusalem, Hanoi og mange andre metropoler, men lægger endnu større vægt på at samle børn og skabe mulighed for et møde, der ellers ikke finder sted.
I 2011 stiftede Henrik Goldschmidt Goldschmidts Akademi, som er en gratis musikskole for børn på Nørrebro i København.
Goldschmidt komponerer musik til sit band, til teaterforestillinger og til film. Han spiller symfoniske børnekoncerter med alle landets symfoniorkestre sammen med sin musikalske makker, Harmonikavirtuosen Anders Singh Vesterdahl.
Goldschmidt har modtaget Jacob Gades legat, Dansk Musikerforbunds hæderspris, Emil Holms legat m.fl.